# USS Avenger (MCM-1)
USS Avenger (MCM-1) – amerykański trałowiec typu Avenger. Jest to trzecia jednostka w historii US Navy nosząca imię Avenger.

## Historia
Stępkę pod USS "Avenger" położono 3 czerwca 1983 w stoczni Peterson Shipbuilders w Sturgeon Bay w stanie Wisconsin. Wodowanie okrętu miało miejsce 15 czerwca 1985 a oddanie do służby 12 września 1987. Po wcieleniu do służby "Avenger" udał się do swojego macierzystego portu w Charlston stan Karolina Południowa, gdzie rozpoczął służbę w ramach amerykańskiej floty Oceanu Atlantyckiego. Po irackiej inwazji na Kuwejt udał się w rejon Zatoki Perskiej, gdzie wspierał wojska międzynarodowej koalicji podczas operacji Pustynna Burza. "Avenger" podczas tego konfliktu pełnił służbę najdłużej spośród wszystkich okrętów koalicji. Okazał się także pierwszym okręt w historii, który unieszkodliwił minę denną.

## Opis
Kadłub okrętu wykonany jest z drewna jodłowego, cedrowego i dębowego. Poszycie kadłuba wykonane jest z 4 warstw drewna  o grubości 127 mm pokrytych laminatem. Drewniana konstrukcja kadłuba w znaczący sposób zmniejsza pole magnetyczne okrętu.